# Волков, Фёдор Дмитриевич
Фёдор Дми́триевич Во́лков (28 февраля 1916, д. Пчёлкино Костромской губернии — 29 октября 2007) — советский и российский историк, политический и общественный деятель. Доктор исторических наук, профессор. Автор ряда книг, посвящённых дипломатическим отношениям.

## Биография
Родился в 1916 г. в костромской губернии в семье крестьянина-бедняка.
Во время раскулачивания и коллективизации работал секретарем сельского Совета.
Учился в школе фабрично-заводского обучения, затем переехал в Москву учиться в индустриально-педагогическом институте имени Карла Либкнехта.
Стал преподавателем Военно-политической академии. В начале войны был переведен в Наркомат иностранных дел.
Также окончил западное отделение Высшей дипломатической школы. Участвовал в международных конференциях.
С 1947 года преподаватель МГИМО.

## Критика
Известен своей биографической книгой о Сталине, в которой собраны все нелицеприятные сведения о нём, что до сих пор вызывает ожесточённые споры. В частности, призывал разобраться, был ли Сталин агентом охранного отделения. В настоящее время эта версия опровергнута З. И. Перегудовой в 2000 г. в книге «Политический сыск России» по материалам бывшего Центрального государственного архива Октябрьской революции (ныне — ГАРФ).

## Сочинения
- Великий Ленин и пигмеи истории. М., 1996.
- Взлет и падение Сталина. М.: Спектор, 1992.
- Тайное становится явным Деятельность дипломатии и разведки зап. держав в годы второй мировой войны. М.: Политиздат, 1989.
- За кулисами второй мировой войны. М., 1985.
- Их вклад в Победу Очерки о сов. разведчиках [Р. Зорге и Ш. Радо]. М.: Знание. 1984.
- Подвиг Рихарда Зорге. М.: Знание, 1981